# Verbascum eginense
Verbascum eginense är en flenörtsväxtart som beskrevs av Hub.-mor.. Verbascum eginense ingår i släktet kungsljus, och familjen flenörtsväxter. Inga underarter finns listade i Catalogue of Life.